# Franziskanerinnen von Sießen
Die Kongregation der Franziskanerinnen von Sießen ist eine katholische Frauenkongregation in Sießen im baden-württembergischen Landkreis Sigmaringen.

## Aufgaben
Ihr ursprünglich gewähltes Aufgabengebiet der Bildung und Erziehung der weiblichen Jugend wurde seit der Gründung der Ordensgemeinschaft kontinuierlich ausgeweitet. Heute arbeiten die Ordensschwestern in der Pastoral, in Schulen, mit Menschen, die am Rand der Gesellschaft leben, und in der Krankenpflege. Schwerpunkt im Mutterhaus ist Jugendarbeit mit einer Vielzahl von Angeboten wie Kloster auf Zeit, Besinnungstagen, Wallfahrten, Exerzitien und Jugendfesten. Das Haus der Begegnung in Assisi (Casa del Bene), das den Franziskanerinnen von Sießen gehört und durch Spenden finanziert wird, ist ein solches Angebot, das oft zu Studienfahrten genutzt wird.

## Geschichte
1854 wurde in Oggelsbeuren der Orden der Schulschwestern des heiligen Franziskus gegründet und von Bischof Josef von Lipp von Rottenburg als selbständige Kongregation anerkannt. In Attenweiler befand sich auch die erste Bildungsanstalt der Kongregation. Erste Oberin wurde M. Serafina Model aus Dillingen. 1860 zog der Orden in das frühere Dominikanerinnenkloster in Sießen. Die Schwestern erweiterten ihre Tätigkeitsbereiche auf verschiedene katholische Volksschulen. Außerdem gründeten sie verschiedene Schulen mit dem Ziel einer höheren Allgemeinbildung für Mädchen und junge Frauen. 
1992 wurde ein neues Schulprofil erarbeitet, das die Schulen in die Zukunft führen sollte. Die Kernelemente sind die franziskanischen Werte und Traditionen, die Unterrichtsart mit Leistungsorientierung, dem Fachunterricht, der Freiarbeit, Projektarbeiten und Morgenkreisen sowie das Leben an der Schule durch Betreuung und Fürsorge. 1996 wurde die Sießener Schulen gGmbH als Träger aller dieser Schulen gegründet. Auch in der Folgezeit wurden weitere Mädchenschulen gebaut und in Betrieb genommen.

## Schulen
Von den Franziskanerinnen von Sießen geleitete Schulen sind die Grund-, Mädchen- und Jungenrealschule St. Bernhard in Bad Mergentheim, die Mädchenschule St. Gertrudis in Ellwangen, das Mädchengymnasium St. Agnes in Stuttgart, die Mädchenrealschule, das Mädchenprogymnasium und das Berufliche Gymnasium St. Klara in Rottenburg am Neckar, die Mädchen- und Jungenrealschule St. Elisabeth in Friedrichshafen, die Franziskus-Grundschule in Schwäbisch Gmünd und das Franziskus-Gymnasium in Mutlangen. Diese Schulen werden von rund 6000 Schülerinnen und Schülern besucht und von etwa 400 Mitarbeiterinnen und Mitarbeitern betreut.

## Persönlichkeiten
- Sr. M. Serafina Model, 1. Generaloberin
- Sr. Augustina Steinhauser († 1964), 5. Generaloberin (1936–1948)
- Sr. Simone Zoller, Generaloberin (1996–2008)
- Sr. Anna Franziska Kindermann, Generaloberin (2008–2020)
- Sr. Karin Berger, Generaloberin (seit 2020)[3]
- Sr. Marie-Sophie Schindeldecker, Provinzialoberin (seit 2020)
- Sr. Maria Innocentia Hummel (Berta Hummel), Malerin und Zeichnerin
- Sr. Margareta Gruber (* 1961), Theologin und Hochschullehrerin